# قلعه شربیت
قلعه شربیت مربوط به هزاره اول قبل از میلاد - دوره اشکانیان است و در شهرستان اهر، بخش مرکزی، دهستان ورگهان، ۲ کیلومتری غرب روستای شربیت واقع شده و این اثر در تاریخ ۲۷ اسفند ۱۳۸۶ با شمارهٔ ثبت ۲۲۵۴۳ به‌عنوان یکی از آثار ملی ایران به ثبت رسیده است.